# Kingianthus
Kingianthus es un género de plantas fanerógamas perteneciente a la familia de las asteráceas. Comprende 7 especies descritas y de estas, solo 5 aceptadas.

## Taxonomía
El género fue descrito por Harold E. Robinson y publicado en Phytologia 38: 415. 1978.

## Especies aceptadas
A continuación se brinda un listado de las especies del género Kingianthus aceptadas hasta julio de 2012, ordenadas alfabéticamente. Para cada una se indica el nombre binomial seguido del autor, abreviado según las convenciones y usos.
- Kingianthus paniculatus (Turcz.) H.Rob.
- Kingianthus sodiroi (Hieron.) H.Rob.